# 高橋多佳子
高橋 多佳子（たかはし たかこ、1964年10月3日 -）は、日本のピアニスト。北海道札幌市生まれ、神奈川県横浜市育ち。夫は同じくピアニストの下田幸二。

## 来歴
幼い頃耳にしたフレデリック・ショパンの『別れの歌』が、ピアノを始めたきっかけという。1988年桐朋学園大学音楽学部卒業後、招かれて国立ワルシャワ・ショパン音楽院大学院研究科に留学し、1991年最優秀で修了。ショパンの作品を年代別に取り上げたCD『ショパンの旅路』（全6集）をリリースするなど、「ショパン弾き」として高い評価を得ている。2006年に宮谷理香とピアノデュオ・ユニット「Duo Grace」、2019年に礒絵里子（ヴァイオリン）と新倉瞳（チェロ）とともに「椿三重奏団」を結成。
本格的にショパンに関心を持ったのは高校時代。作品のみならず、その劇的な生涯にも感銘を受けたという。作品については、「ショパンは難しいんですよ。華やかで美しく聞こえても、メロディーが何層にも重なっていて複雑なのです。ショパンを弾ければ、どんな曲でも弾けるのではないでしょうか」と語る。また、「ショパン弾き」と呼ばれることについては、嬉しい反面、ショパンだけと思われることには抵抗があり、例えばラフマニノフのように燃えるようなタイプの曲も好きだという。

## コンクール歴
- 1989年 ポルトガル・ポルト市国際音楽コンクール第2位および現代音楽最優秀演奏賞
- 1990年 第12回ショパン国際ピアノコンクール第5位入賞[5]
- 1990年 ラジヴィーウ国際ピアノコンクール第1位
- 1996年 第22回日本ショパン協会賞

## 師事歴
- 加藤伸佳
- ヤン・エキエル
- 下田幸二

## ディスコグラフィ
- ショパン名曲集
- プロコフィエフ:ピアノ・ソナタ第7番/ラフマニノフ:楽興の時/スクリャービン:幻想曲
- ショパンの旅路Ⅰ ～ポーランドの心～
- ショパンの旅路Ⅱ「旅立ち」～ワルシャワからパリへ～
- ショパンの旅路Ⅲ「マヨルカの風」～マヨルカ島にて～
- ショパンの旅路Ⅳ「サンドとの愛」～ノアンとパリⅠ～
- ショパンの旅路Ⅴ「霊感の泉」～ノアンとパリⅡ～
- ショパンの旅路Ⅵ「白鳥の歌」～ノアンとパリⅢ～
- ショパンの旅路 Ⅰ～Ⅵ Complete Box（7枚組）
- シン・ドンイル:虹色の世界:ピアノ・ソロとお話によるやさしい24の小曲集
- ラフマニノフ:ピアノソナタ第2番/ムソルグスキー:組曲「展覧会の絵」
- ショパン:バラード&スケルツォ全集
- リサイタル - ショパン with フレンズ
- ショパン:エチュード全集 - Op.10, Op.25, 3つの新練習
- シューマン:クライスレリアーナ Op.16, 謝肉祭 Op.9, トロイメライ Op.15-7
- ショパン:ピアノ協奏曲第1番（高関健指揮/新日本フィルハーモニー交響楽団）
- Grace - グレイス　ルトスワフスキ:パガニーニ変奏曲/アレンスキー:組曲第1番（「Duo Grace」名義）
- サン=サーンス:動物の謝肉祭（金聖響指揮:神奈川フィルハーモニー管弦楽団）/ストラヴィンスキー:ペトルーシュカ（「Duo Grace」名義）
- ラフマニノフ:2台ピアノのための組曲第1番＆第2番/チャイコフスキー=ラフマニノフ:バレエ音楽「眠れる森の美女」組曲（大嶺未来Pfとの共演）
- メンデルスゾーン＆ブラームス:ピアノ三重奏曲第1番（「椿三重奏団」）
- チャイコフスキー:偉大な芸術家の想い出に/ショスタコーヴィチ:ピアノ三重奏曲第2番（「椿三重奏団」）
- ラルゴ－ショパン:チェロ・ソナタ（新倉瞳Vn)
- 華麗なるピアノ3重弾！（斎藤雅広等との共演）
- 平吉毅州:虹のリズム
- 新実徳英:風のプレリュード